# Бенвил сир Мадон
Бенвил сир Мадон (фр. Bainville-sur-Madon) насеље је и општина у североисточној Француској у региону Лорена, у департману Мерт и Мозел која припада префектури Нанси.
По подацима из 2011. године у општини је живело 1348 становника, а густина насељености је износила 229,25 становника/km². Општина се простире на површини од 5,88 km². Налази се на средњој надморској висини од 223 метара (максималној 415 m, а минималној 220 m).

## Демографија
| 1962. | 1968. | 1975. | 1982. | 1990. | 1999. | 2011. |
| ----- | ----- | ----- | ----- | ----- | ----- | ----- |
| 618   | 677   | 747   | 906   | 1.051 | 1.170 | 1.348 |

График промене броја становника у току последњих година